# Hampea trilobata
Hampea trilobata är en malvaväxtart som beskrevs av Standley. Hampea trilobata ingår i släktet Hampea och familjen malvaväxter. Inga underarter finns listade i Catalogue of Life.

## Bildgalleri

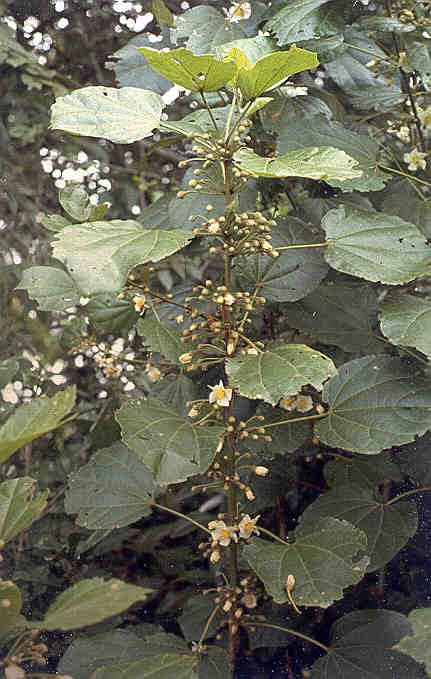